# Landung bei Fao
Landung bei Fao –
Basra –
al-Qurna –
Shaiba –
Ktesiphon –
Belagerung von Kut –
Scheich Saad –
Wadi –
Hanna –
Dujaila –
Kut II –
Bagdad –
Samarra –
Ramadi –
Sharqat
Die Landung bei Fao war ein Angriff britischer Soldaten auf Fao während des Ersten Weltkrieges. Die Briten eroberten die dort gelegene Festung und markierten damit den Beginn des Krieges in Mesopotamien.

## Hintergrund
Als das Osmanische Reich in den Ersten Weltkrieg eintrat, fürchteten die Briten um die Sicherheit ihrer Ölanlagen in Chusistan am Persischen Golf. Daher beschlossen sie, osmanische Küstenanteile am Persischen Golf zu besetzen. Die Festung auf Fao, gelegen an der Mündung des Schatt al-Arab, war die wichtigste osmanische Festung am Golf.
Die 16. Brigade der 6. (indischen) Division unter Brigadegeneral Walter Delamain, ursprünglich vorgesehen zum Transport an die Westfront war Mitte Oktober von Bombay aus im Golf eingetroffen. Laut ihrer bei der Einschiffung erhaltenen versiegelten Befehle sollte sie sich in Bahrain auf ihren Einsatz vorbereiten. Am 5. November erklärte Großbritannien dem Osmanischen Reich den Krieg, nachdem die unter türkischer Flagge fahrenden deutschen Kriegsschiffe Goeben und Breslau Ende Oktober russische Schwarzmeerhäfen beschossen hatten.

## Landung
Delamain, dessen Brigade sich schon auf See in Bereitschaft befand, setzte am 6. November einige hundert Royal Marines von der Ocean an Land. Die Truppen wurden sofort von der Festung unter Beschuss genommen. Als die Brigade die Festung attackieren wollte, wurde sie von der osmanischen Infanterie angegriffen. Den Briten gelang es, den Angriff abzuwehren, doch konnten diese die Festung nicht angreifen, da ihre schwere Artillerie noch nicht gelandet war. Darum legten sie Gräben um die Festung an. Die Landung der indischen Brigade, unterstützt durch Küstenbeschuss der Sloops Odin und Espiegle, wurde durch die Gezeiten und mangelnde Ausbildung stark behindert, einige Boote kamen in Abadan an Land.

## Schlacht
Die britische Artillerie kam am 8. November an und begann sofort mit dem Beschuss der Festung. Nachdem die Wände der Festung zerstört waren, stürmten die Briten die Festung und nahmen 300 osmanische Soldaten gefangen. Die Briten besetzten anschließend den Hafen von Fao, und am nächsten Tag landete die restliche Division.

## Folgen
Mit der Einnahme Faos hatte das Osmanische Reich keinen Zugang zum Persischen Golf mehr. Die Briten planten als Nächstes, ausgehend vom Stützpunkt in Fao Basra einzunehmen.

## Medien
Die Landung bei Fao wurde im 2016 erschienenen Videospiel Battlefield 1, das von DICE für Electronic Arts entwickelt wurde, in der Multiplayer-Map "Fao Fortress" verarbeitet. Dadurch wurde sie einer breiteren Öffentlichkeit bekannt.